# Jack Garratt
Jack Robert Garratt (High Wycombe, 11 ottobre 1991) è un cantante e polistrumentista britannico.

## Biografia
È nato nel Buckinghamshire. Nel settembre 2005 ha partecipato alle selezioni britanniche per i rappresentanti nazionali del Junior Eurovision Song Contest 2005.
Nel periodo 2009-2013 si dedica alla musica e all'università ma, per motivi personali, decide poi di lasciare sia gli studi che il progetto discografico di stampo blues che portava a termine per un'etichetta indipendente.
Nell'ottobre 2014 pubblica due EP. Nel novembre seguente esce il singolo The Love You're Given. Il brano Worry, invece, pubblicato alla fine del 2015, si inserisce anche nelle classifiche italiane nei primi mesi del 2016. Alla fine del 2015 vince il sondaggio Sound of 2016 ideato dalla BBC e si aggiudica il Critics' Choice nell'ambito dei BRIT Award.
Il 7 febbraio 2016 si esibisce con Worry nel corso della trasmissione televisiva di Rai 3 Che tempo che fa.
Il 19 febbraio 2016 esce il suo album d'esordio Phase, registrato a Londra e prodotto dallo stesso Jack in collaborazione per alcuni brani con Mike Spencer e Bastian Langebæk.

## Discografia

### Album in studio
- 2016 – Phase
- 2020 - Love, Death & Dancing
- 2025 - Pillars

### Extended play
- 2014 – Remnants
- 2014 – Remnix
- 2015 – Synesthesiac
- 2015 – Apple Music Festival: London 2015

### Singoli
- 2014 – The Love You're Given
- 2015 – Chemical
- 2015 – Weathered
- 2015 – Breathe Life
- 2015 – Worry
- 2016 – Surprise Yourself
- 2016 – Far Cry